# Distrito Industrial Altino

Industrial Altino  é um bairro localizado no município de  Osasco, São Paulo, Brasil.É  delimitado ao Norte com o bairro Distrito Industrial Remédios; a Leste com o município de São Paulo; ao Sul e a Oeste com o bairro Presidente Altino. O seu único loteamento é homônimo.

## Principais vias
- Avenida Henry Ford
- Avenida Nações Unidas

## Esportes
- Praça de Esportes Armando de Sá Ressurreição[1]